# Орієнтаційні сили
Орієнтаці́йні си́ли (рос. ориентационные силы, англ. orientation forces) — міжмолекулярні сили Fdd, що виникають між молекулами з постійними дипольними моментами (μ1,μ2), тобто полярними. Сила взаємодії диполь—диполь дається рівнянням:
Fdd = –2αμ1μ2/3kBTr6,
де α — поляризованість молекули, r — відстань між частинками.